# Bronisław Marciniak

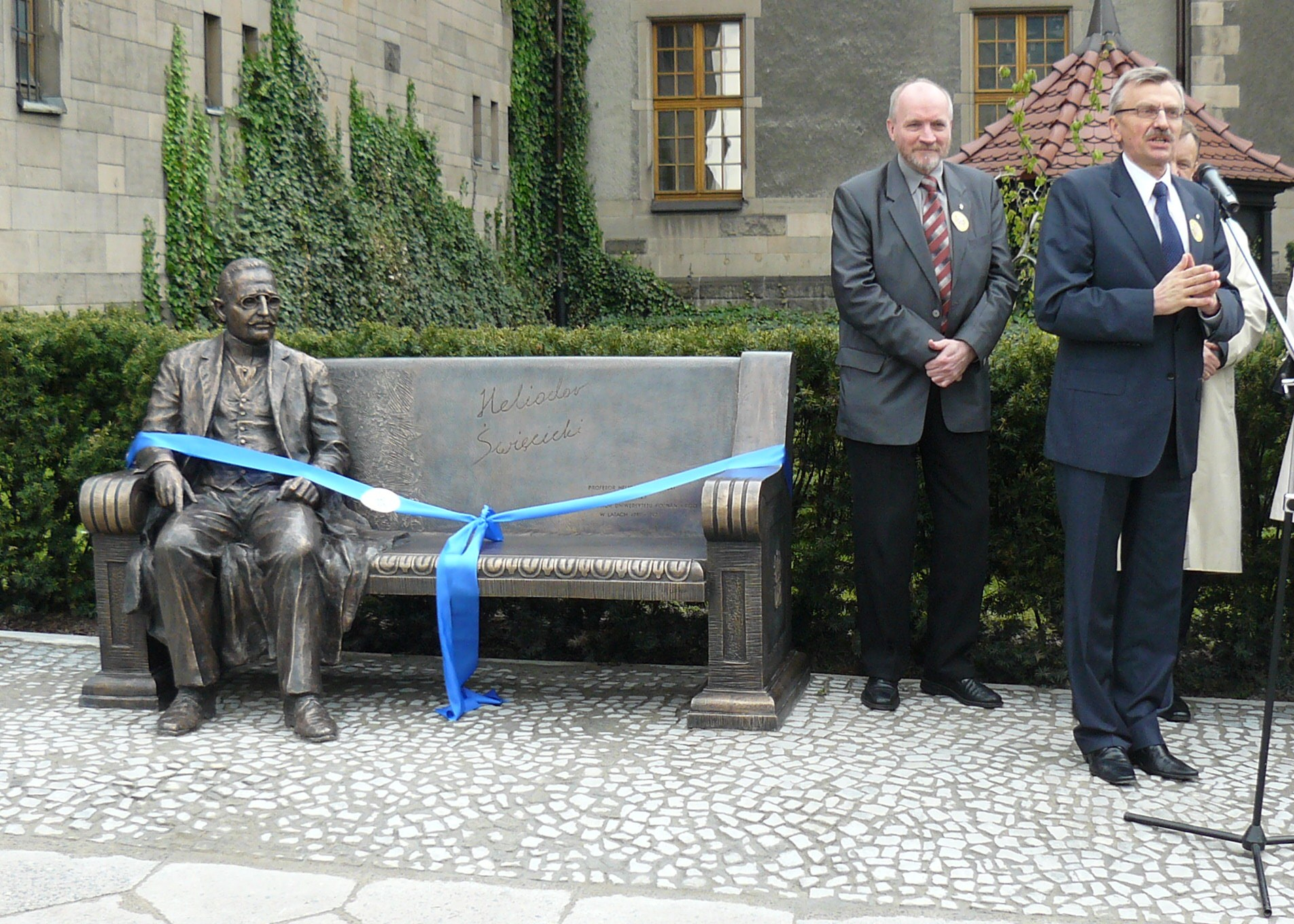
Bronisław Marciniak podczas odsłonięcia ławeczki Heliodora Święcickiego

Bronisław Marciniak (ur. 30 czerwca 1950 w Pleszewie) – polski chemik, specjalizujący się w chemii fizycznej i fotochemii, profesor nauk chemicznych (1998). Rektor Uniwersytetu im. Adama Mickiewicza w Poznaniu (2008–2016).

## Życiorys
Absolwent Liceum Ogólnokształcącego im. Stanisława Staszica w Pleszewie. Studia ukończył w 1973 w Instytucie Chemii UAM, tematem jego pracy magisterskiej, napisanej pod kierunkiem Jerzego Konarskiego, było Przeniesienie energii między chromoforami o nachodzących na siebie pasmach absorpcji. Stopień doktora nauk chemicznych uzyskał w 1979 na tej samej uczelni na podstawie pracy Badania fotochemiczne nitrometanu w roztworach niewodnych, której promotorem był Stefan Paszyc. Stopień doktora habilitowanego nauk chemicznych uzyskał w 1989 w oparciu o rozprawę zatytułowaną Badania mechanizmu sensybilizowanej fotoredukcji 1,3-diketonianów metali w roztworach. W 1998 otrzymał tytuł profesora nauk chemicznych. Od 1973 zatrudniony na Wydziale Chemii Uniwersytetu im. Adama Mickiewicza, doszedł do stanowiska profesora zwyczajnego w Zakładzie Fizyki Chemicznej.
Zajmował się m.in. badaniami nad fotoindukowanymi reakcjami chemicznymi związków organicznych zawierających atom siarki lub krzemu, przeniesieniami elektronu, atomu wodoru, fotoizomeryzacją. Otrzymał subsydium profesorskie jednego z programów Fundacji na rzecz Nauki Polskiej.
W latach 1996–1999 pełnił funkcję prodziekana Wydziału Chemii ds. nauki i współpracy z zagranicą, od 1999 do 2005 był prorektorem UAM ds. nauki i współpracy z zagranicą. Przewodniczył też senackiej Komisji Budżetu i Finansów. 1 września 2008 objął stanowisko rektora Uniwersytetu im. Adama Mickiewicza w Poznaniu. 27 marca 2012 został wybrany na rektora uczelni na kolejną czteroletnią kadencję.
W 2012 powierzono mu natomiast funkcję przewodniczącego Konferencji Rektorów Uniwersytetów Polskich na lata 2012–2016. W 2008 został przewodniczącym rady Polsko-Amerykańskiej Komisji Fulbrighta, sam również był stypendystą Programu Fulbrighta. W 1999 powołany w skład rady redakcyjnej czasopisma „Journal of Photochemistry and Photobiology A: Chemistry”.

## Wybrane publikacje
- Badania mechanizmu sensybilizowanej fotoredukcji 1,3-diketonianów metali w roztworach (1989, ISBN 83-232-0211-7)
- Metody badania mechanizmów reakcji fotochemicznych (1999, współautor, redakcja, ISBN 83-232-0915-4)

## Odznaczenia i wyróżnienia
- Krzyż Oficerski Orderu Odrodzenia Polski – 2019[6]
- Krzyż Kawalerski Orderu Odrodzenia Polski – 2005[7]
- Złoty Krzyż Zasługi – 2000[8]
- Medal Jana Zawidzkiego – 2009
- tytuł doktora honoris causa Państwowego Uniwersytetu w Irkucku – 2010[9]
- nagroda naukowa zespołowa III stopnia Ministra Nauki i Szkolnictwa Wyższego – 1987
- nagroda naukowa indywidualna Polskiego Towarzystwa Chemicznego – 1988
- nagroda rektora za osiągnięcia naukowe i organizacyjne – 1978, 1979, 1982–1985, 1989, 1991, 1999–2007